# Avenue Pierre-Allaire (Joinville-le-Pont)
L’avenue Pierre-Allaire est une voie de communication de la ville de Joinville-le-Pont.

## Situation et accès
L’avenue Pierre-Allaire est une des voies du quartier de Polangis.

## Origine du nom
L'avenue est baptisée d’après Pierre Allaire (1894-1960), instituteur à l'école de Polangis, officier d'infanterie pendant la Première Guerre mondiale, résistant à l'occupation allemande pendant la Seconde Guerre mondiale, conseiller municipal socialiste SFIO de Joinville-le-Pont (1951-1952), croix de guerre et chevalier de la Légion d'honneur. Il résidait avenue des Lilas, qui a pris son nom.

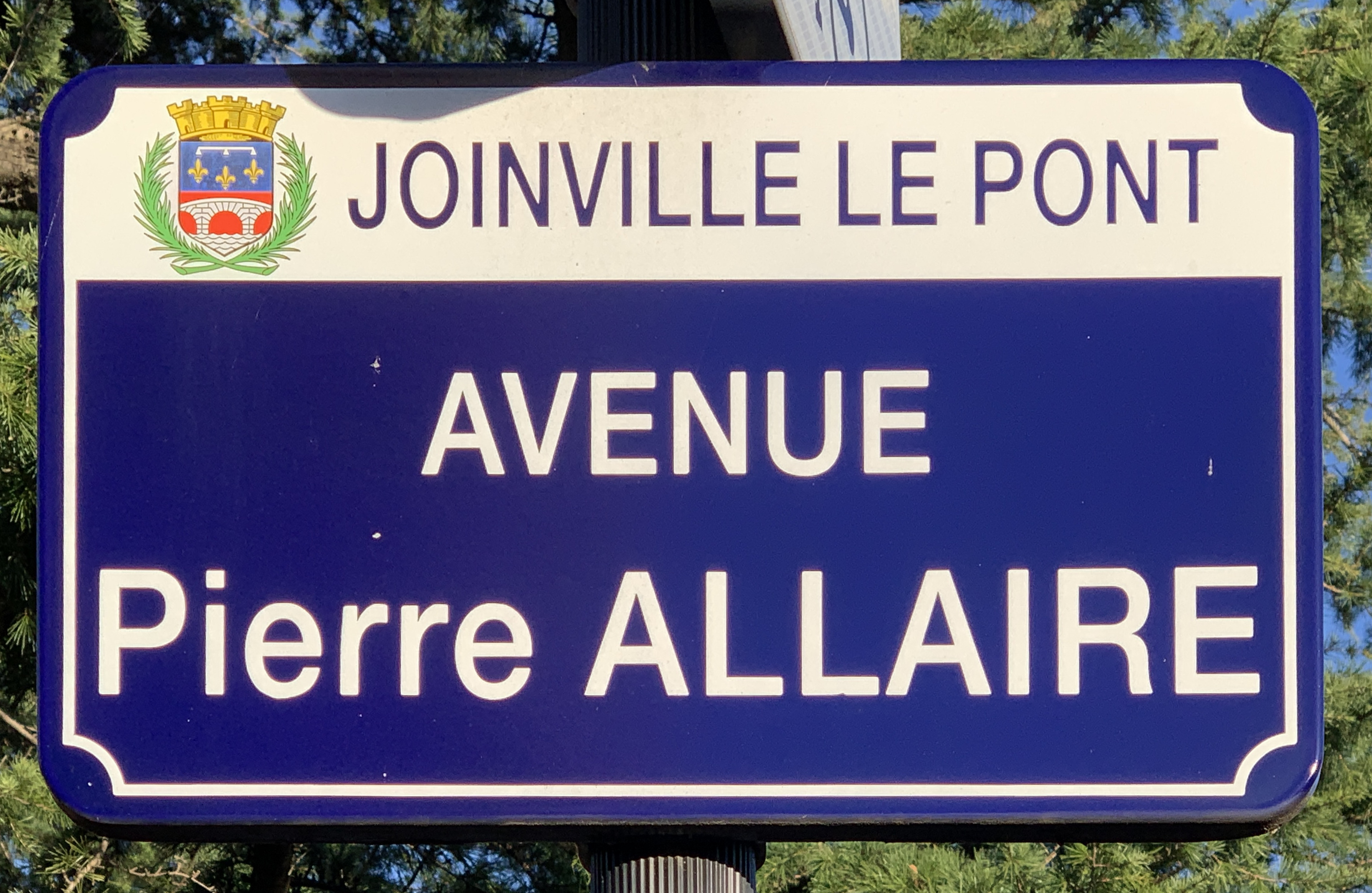
Plaque de l'avenue Pierre-Allaire.
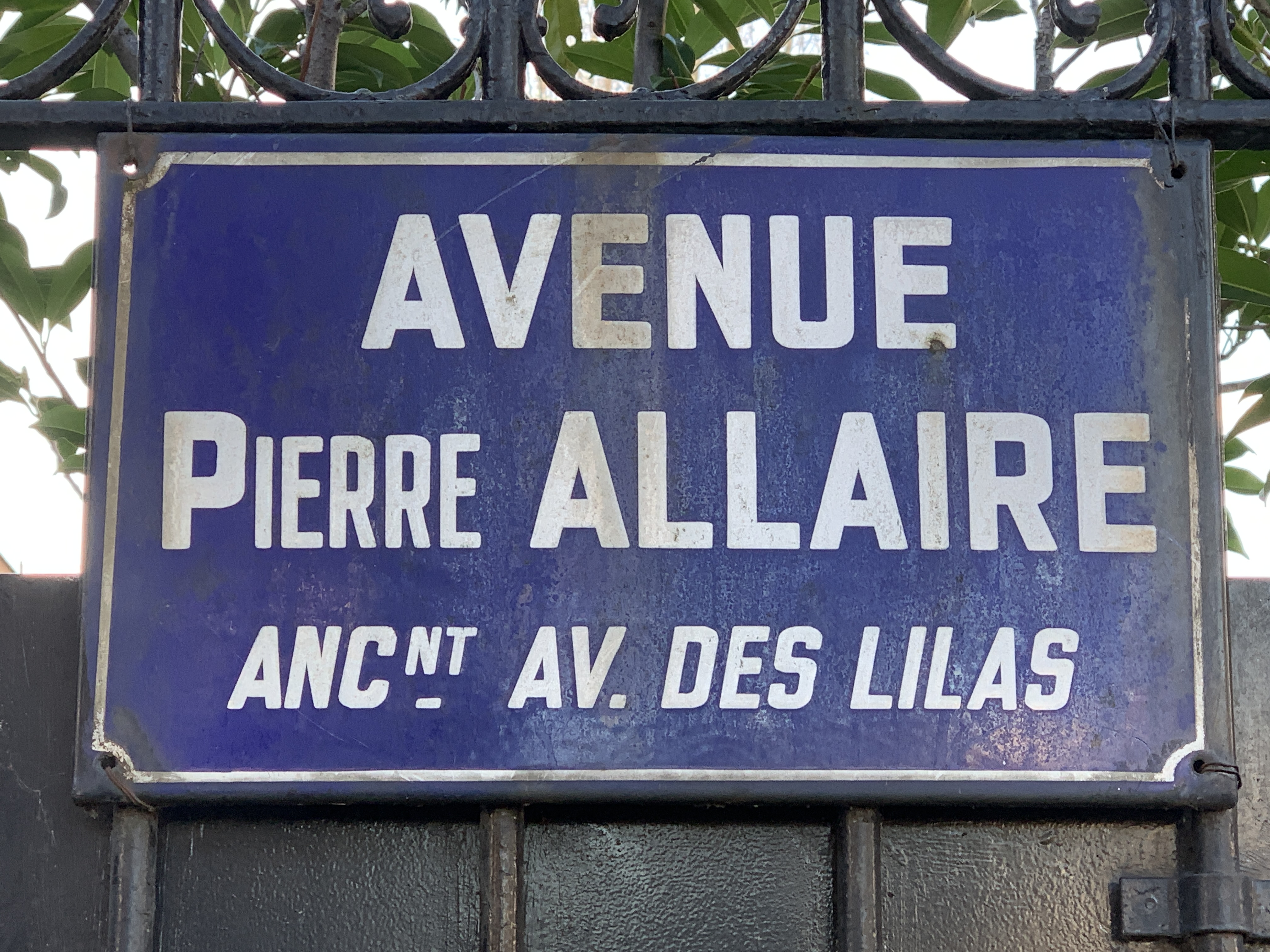
Plaque mentionnant son ancien nom d'avenue des Lilas.

## Historique
La rue est située sur une partie du domaine de Polangis, qui est urbanisé par lotissement à partir de 1883. Elle porte d'abord le nom de rue des Lilas. Il s'agit alors d'une voie privée. L'ensemble des voies du quartier est intégré à partir de 1911 au domaine public communal.

## Bâtiments remarquables et lieux de mémoire
Plusieurs équipements publics communaux sont desservis par l'avenue Pierre-Allaire, dont l'école primaire publique de Polangis. 

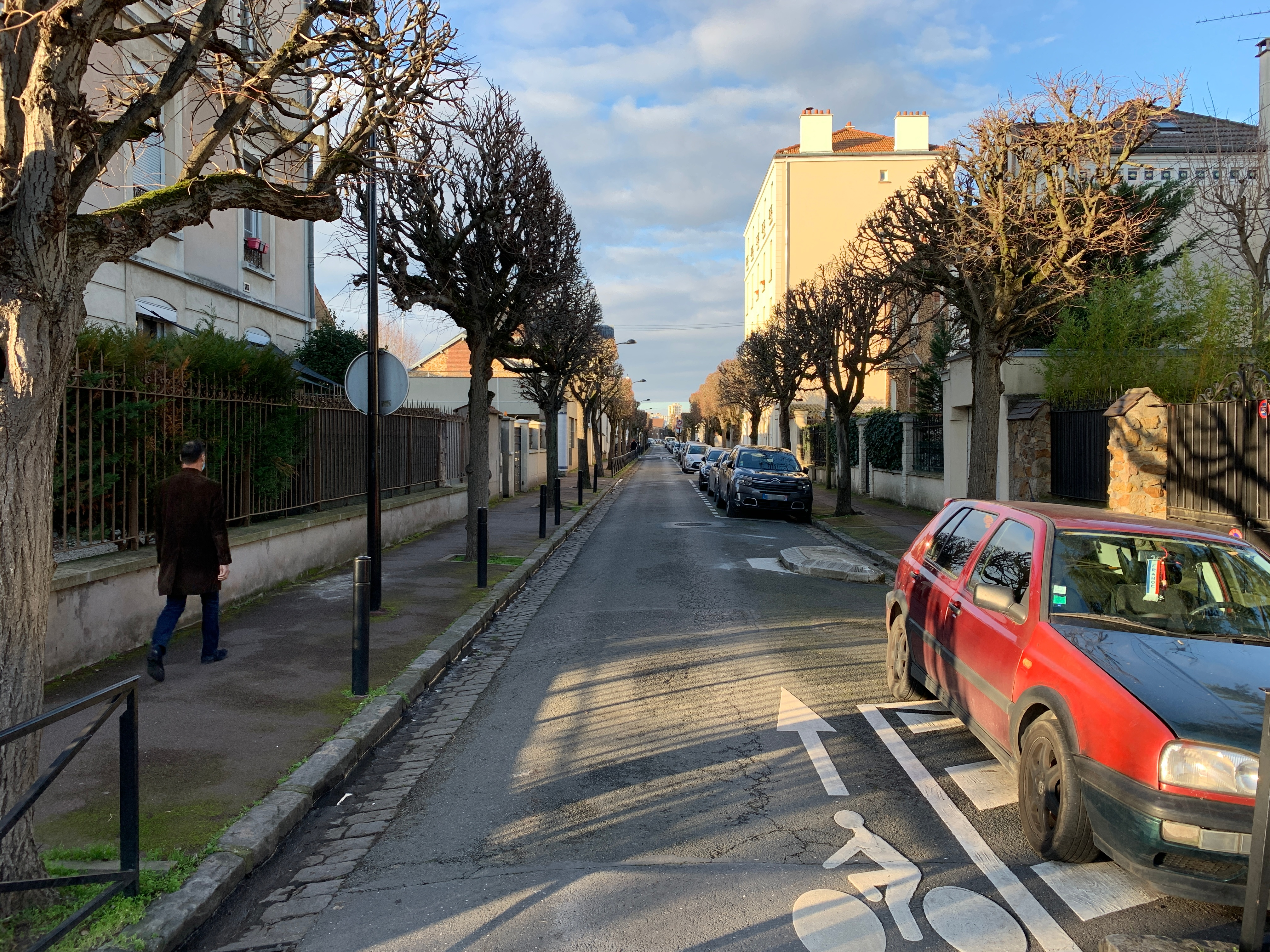
Vue de l'avenue Pierre-Allaire.
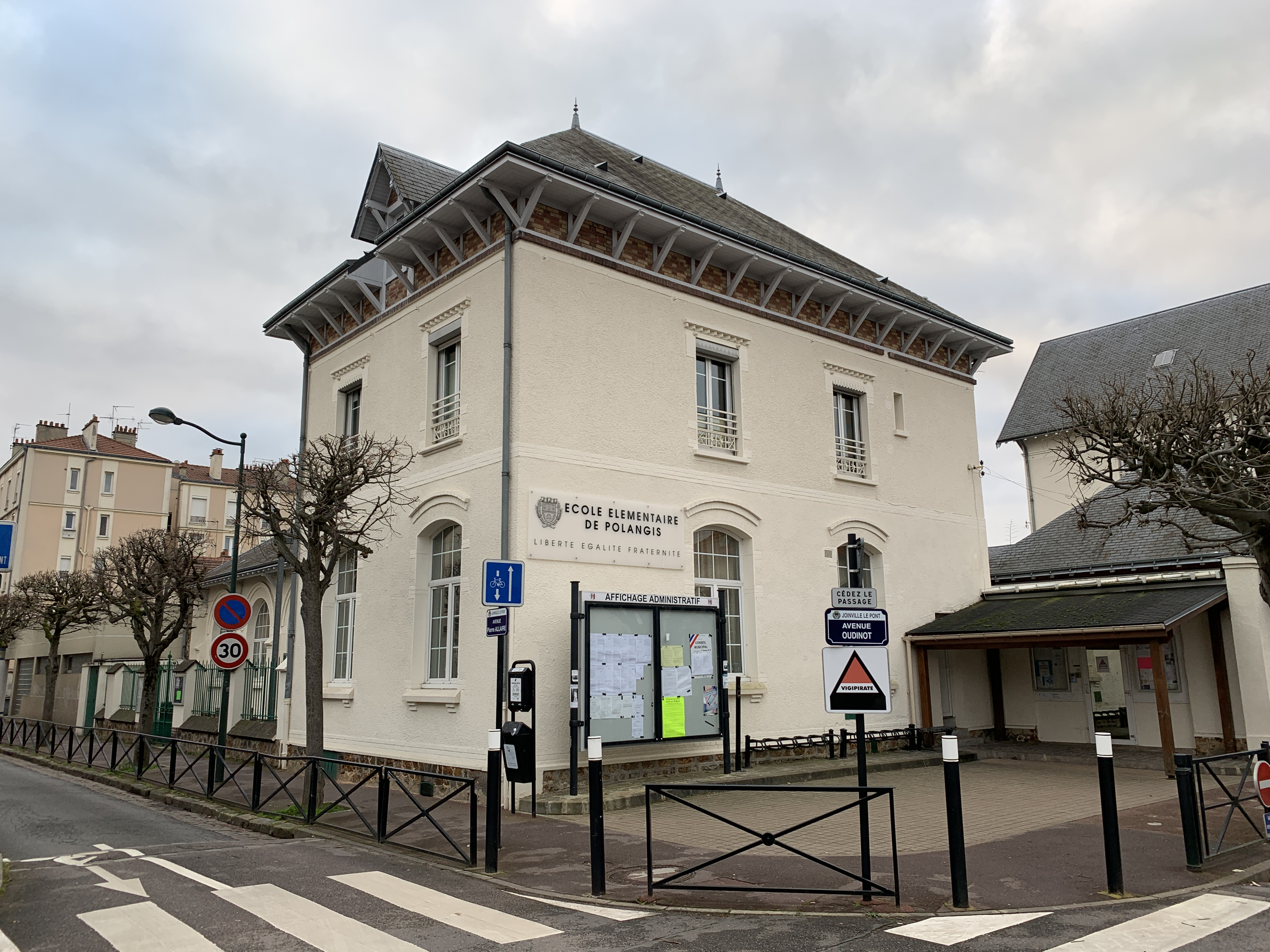
École primaire Polangis, à l'angle de l'avenue Oudinot.